# 雁 (隼型水雷艇)
雁（かり）は、日本海軍の水雷艇で、隼型水雷艇の5番艇である。同名艇に鴻型水雷艇の「雁」があるため、こちらは「雁 (初代)」や「雁I」などと表記される。

## 艦歴
発注時の艇名は第六号百二十噸水雷艇。1900年（明治33年）10月15日、雁と命名。1901年（明治34年）2月7日、水雷艇に編入され等級一等となる。1902年（明治35年）4月5日、呉海軍造船廠で起工。 1903年（明治36年）3月14日に進水し、同年7月25日に竣工。
日露戦争では旅順口攻撃や、日本海海戦では第九艇隊に所属して夜戦に参加した。
1922年（大正11年）4月1日に除籍され、同日、雑役船に編入となり、曳船兼交通船に指定され佐世保海軍工廠所属となる。1930年（昭和5年）2月19日に廃船となり、同年9月29日に売却。